# Samuel Ornitz
Pour les articles homonymes, voir Ornitz.
Samuel Ornitz, né le 15 novembre 1890 à New York dans l'État de New York et décédé le 10 mars 1957 dans le quartier de Woodland Hills dans la ville de Los Angeles en Californie aux États-Unis, est un scénariste, un écrivain et un dramaturge américain. Scénariste pour les studios de cinéma d'Hollywood dans les années 1930 et 1940, il fut une des victimes du maccarthysme et inscrit sur la liste noire du cinéma.

## Biographie
Né en 1890 à New York, il est le fils d'une famille d'immigrants juifs originaires d'Europe de l'Est. À l'âge de 18 ans, il commence à travailler comme assistant social pour la New York Prison Association (1908-1914) puis pour la Brooklyn Society for the Prevention of Cruelty to Children (1914-1920).
Durant cetté période, il commence à écrire des pièces de théâtre. The Stock, sa première pièce, est joué en 1918. Sa pièce Deficit est joué par le People's Playhouse à New York en 1919. Il écrit en 1923 un premier roman, Monsieur Gros-Bidon (Haunch Paunch and Jowl), qui narre l'ascension d'un gamin du Lower East Side vers le pouvoir et qui est inspiré par les racines juives et l'enfance d'Ornitz à New York. Il signe ensuite le roman pour enfants Round the World with Jocko the Great en 1925 et un nouveau récit ayant pour cadre la ville de New York, A Yankee Passional, en 1927.
En 1928, il s'installe en Californie pour travailler dans l'industrie cinématographique et signe son premier scénario l'année suivante avec le film Le Calvaire de Lena X (The Case of Lena Smith) de Josef von Sternberg. Au cours de sa carrière, il travaille notamment avec les réalisateurs Phil Rosen, Edward Ludwig, Gus Meins, George Nichols Jr., Charles Vidor, Bernard Vorhaus ou Steve Sekely, signant plus d'une vingtaine de scénarios, seul ou à plusieurs mains, d'après des histoires originales ou en adaptant des romans ou des nouvelles.
En 1931, il collabore avec Theodore Dreiser, John Dos Passos et d'autres écrivains à l'écriture d'un rapport sur la Harlan County War (en), une grève de mineurs violemment réprimée dans le comté de Harlan dans l'état du Kentucky. Ce fait divers inspire l'écriture de la nouvelle A New Kentucky publié en 1934.
Convoqué par la House Un-American Activities Committee en 1947, il est inscrit sur la liste des Dix d'Hollywood et condamné à une peine de prison. Victime du maccarthysme, il est ensuite de facto inscrit sur la liste noire du cinéma et peine à poursuivre sa carrière de scénariste, retournant à l'écriture de romans et de nouvelles, comme le roman Bride of the Sabbath publié en 1951.
Il décède dans le quartier de Woodland Hills dans la ville de Los Angeles en 1957 à l'âge de 66 ans. Il est le père du directeur de la photographie Arthur J. Ornitz (1916-1985).

## Filmographie

### Comme scénariste
- 1929 : Le Calvaire de Lena X (The Case of Lena Smith), de Josef von Sternberg
- 1929 : Quartier chinois (Chinatown Nights) de William A. Wellman
- 1930 : The Sins of the Children (en) de Sam Wood
- 1932 : Hypnose (Thirteen Women) de George Archainbaud
- 1932 : Au seuil de l'enfer (Hell's Highway) de Rowland Brown et John Cromwell
- 1932 : Men of America de Ralph Ince
- 1932 : Secrets of the French Police d'A. Edward Sutherland
- 1933 : Le Fascinateur (The Great Jasper) de J. Walter Ruben
- 1933 : One Man's Journey de John S. Robertson
- 1934 : One Exciting Adventure d'Ernst L. Frank
- 1934 : Images de la vie (Imitation of Life) de John M. Stahl
- 1934 : The Man Who Reclaimed His Head d'Edward Ludwig
- 1935 : Cinquante mille dollars morte ou vive (Three Kids and a Queen) d'Edward Ludwig
- 1935 : La Marque du vampire (Mark of the Vampire) de Tod Browning
- 1936 : Fatal Lady (en) d'Edward Ludwig
- 1936 : Suivez votre cœur (Follow Your Heart) d'Aubrey Scotto
- 1937 : Two Wise Maids de Phil Rosen
- 1937 : Hit Parade of 1937 de Gus Meins
- 1937 : It Could Happen to You! de Phil Rosen
- 1937 : Portia on Trial de George Nichols Jr.
- 1937 : A Doctor's Diary de Charles Vidor
- 1938 : Army Girl de George Nichols Jr.
- 1938 : Little Orphan Annie de Ben Holmes (en)
- 1938 : King of the Newsboys (en) de Bernard Vorhaus
- 1939 : Miracle on Main Street de Steve Sekely
- 1940 : Les Déracinés (Three Faces West) de Bernard Vorhaus
- 1944 : They Live in Fear de Josef Berne (en)
- 1945 : Circumstantial Evidence (en) de John Larkin (en)
- 1945 : Les Diables jaunes (China's Little Devils) de Monta Bell

## Œuvre

### Romans et pièce de théâtre (liste non exhaustive)
- The Stock (1918)
- Deficit (1919)
- Haunch Paunch and Jowl (1923) Publié en français sous le titre Monsieur Gros-Bidon, traduction d'Andhrée Vaillant, Paris, Gallimard, 1932, réédition Paris, Payot & Rivages, coll. « Rivages/Thriller », 2005, réédition Paris, Payot & Rivages, coll. « Rivages/Noir » no 716, 2008
- Round the World with Jocko the Great (1925)
- A Yankee Passional (1927)
- Bride of the Sabbath (1951)